# Cueta gallagheri
Cueta gallagheri is een insect uit de familie van de mierenleeuwen (Myrmeleontidae), die tot de orde netvleugeligen (Neuroptera) behoort. 
Cueta gallagheri is voor het eerst wetenschappelijk beschreven door Hölzel in 2001.